# 赫诺
赫诺（德語：Hönow，德語發音：[ˈhøː.noː]）是德国勃兰登堡州霍珀加滕的一个城区，与柏林接壤。在2003年10月之前，赫诺曾是梅尔基施-奥得兰县的一个独立的市镇。